# السيباني (رصد)

تعديل مصدري - تعديل

السيباني هي إحدى قرى عزلة القارة بمديرية رصد التابعة لمحافظة أبين، بلغ تعداد سكانها 82 نسمة حسب تعداد اليمن لعام 2004.